# Renée Adorée
Renée Adorée, née Émilia Louisa Victoria Reeves à Hambourg (Allemagne) le 30 septembre 1897 et morte à Sunland-Tujunga (Californie) le 5 octobre 1933, est une actrice française qui a fait sa carrière à Hollywood.

## Biographie

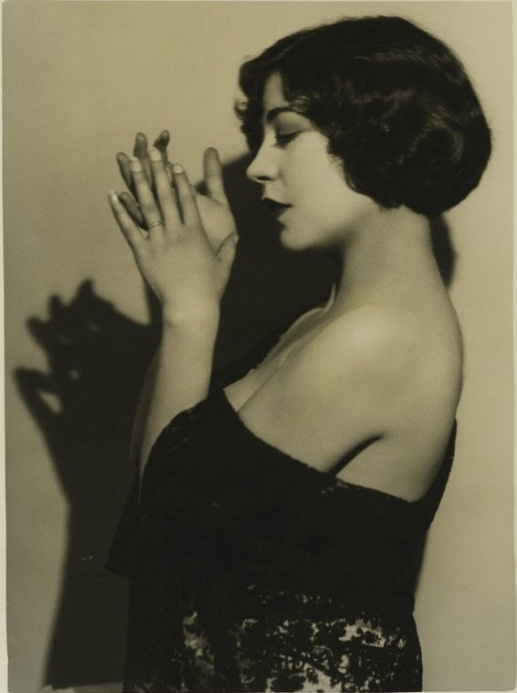
Renée Adorée photographiée par Ruth Harriet Louise (vers 1930).

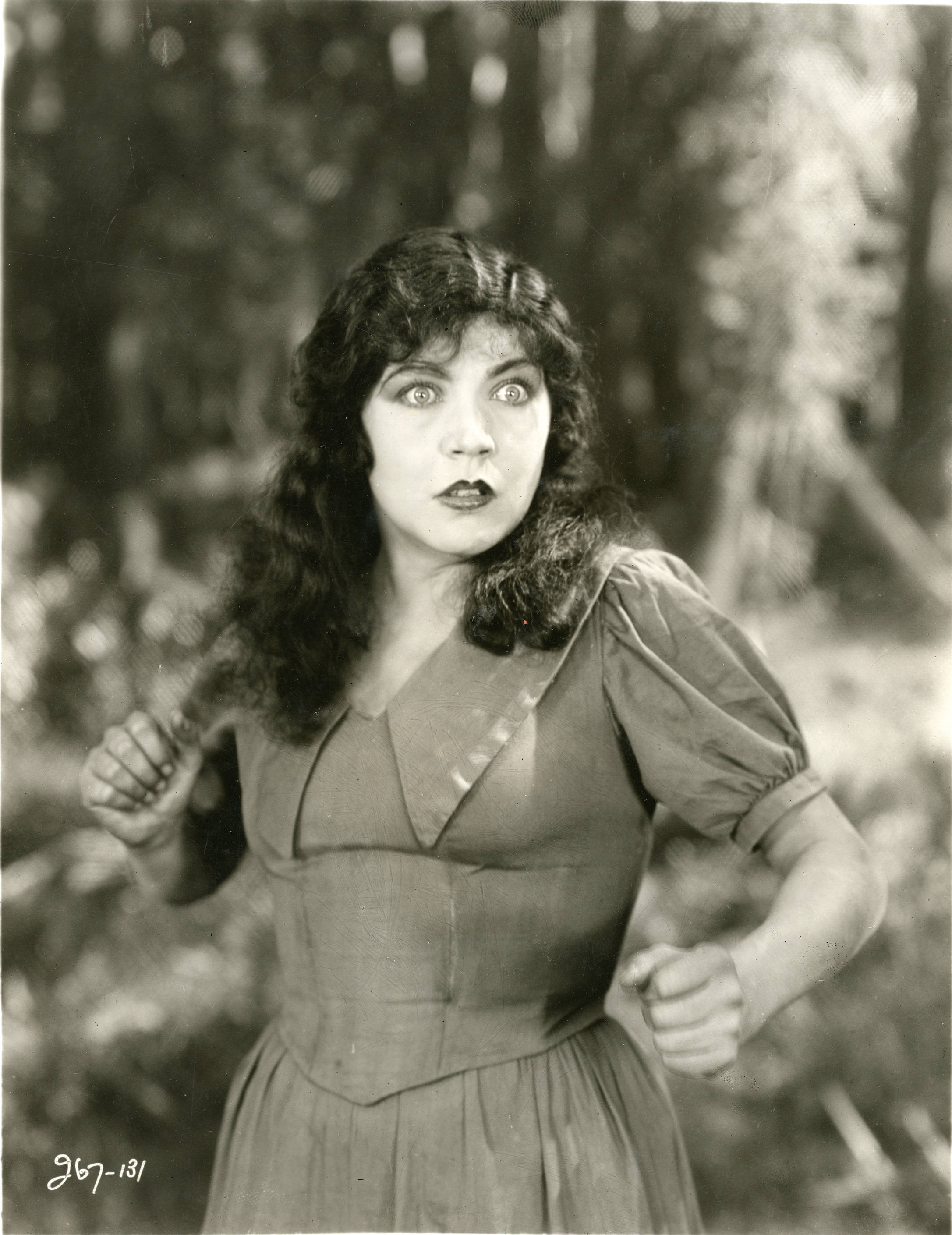
Renée Adorée dans The Flaming Forest (1926).

Fille d'artistes de cirque, Renée Adorée participait aux représentations depuis l'âge de cinq ans. Elle parcourt l’Europe avec ses parents, et à l’âge de dix ans effectue déjà des numéros de danseuse, d’écuyère et d’acrobate. Adolescente, elle commence à paraître sur scène dans de petites productions, travaillant un temps dans les chœurs des Folies-Bergère.
Surprise par le déclenchement de la Guerre lors d’une tournée en Russie, elle se réfugie à Londres, puis en Australie où elle danse pour le circuit Tivoli. C’est là qu’elle joue dans son premier film, 500 £ Reward (1918), et qu’elle est rebaptisée Renée Adorée. On la retrouve aux États-Unis où elle continue à jouer comme actrice de théâtre. Elle est alors remarquée par les studios Fox, et tourne pour Raoul Walsh son premier film américain, The Strongest (Les Plus Forts) (1920) d’après un roman de Georges Clemenceau : elle y incarne une jeune femme disputée entre son père officiel, un industriel, et son père biologique, un aristocrate.
À la nouvelle année 1920, elle rencontre Tom Moore (1883-1955), de 15 ans son aîné. Tom Moore et ses frères étaient des acteurs à succès d'Hollywood. Six semaines après leur rencontre, Renée Adorée épouse Tom Moore, le 12 février 1921, dans sa maison de Beverly Hills. L'idylle ne dure pas et en 1925 elle se marie une seconde fois avec Sherman Gill.
Sa carrière tarde cependant à décoller, malgré plusieurs rôles de jeune première face à William Russell, John Gilbert, et un western avec Buck Jones, West of Chicago (1922). Cette même année, elle obtient un petit rôle, celui d’Eugénie, la fille du banquier Danglars, dans une réalisation de prestige, Monte-Cristo, et elle est la partenaire de Buster Keaton dans Daydreams.
Les deux années suivantes, elle tourne quelques films avec Lew Cody et Earle Williams, et elle retrouve John Gilbert dans A Man’s Mate (1924) : entraîneuse dans un bar louche, elle l’aide à retrouver sa vraie personnalité. Mais c’est l’année 1925 qui marque son accession à un statut de vedette, quand elle rejoint la nouvellement créée MGM.
Cette année-là elle incarne Suzette dans Man and Maid d’après Elinor Glyn, rôle provoquant qui fait d’elle l’une des actrices les plus sexy d’Hollywood. Mais c’est surtout le rôle de Mélisande dans The Big Parade (La Grande Parade) qui fait d’elle une star : elle est la jeune paysanne française dont John Gilbert tombe amoureux avant de partir au front, et qu’il revient chercher après la guerre. Malgré sa petite taille, sa sensuelle beauté et ses yeux pénétrants lui donnent une présence fascinante dans les scènes légères (quand il lui apprend à mâcher du chewing-gum) ou tragiques (les adieux déchirants lors de son départ pour le front).
Elle retrouve plusieurs fois John Gilbert, notamment dans La Bohème (1926) où elle est Musette, l’amie de Mimi - Lillian Gish, dans The Show (La Morsure) (1927) de Tod Browning, où elle joue Salomé dans un théâtre ambulant, mais où elle remet Cock Robin - Gilbert sur le droit chemin grâce à sa grandeur d’âme, et dans The Cossacks (1928) où elle est la fiancée du chef (à nouveau John Gilbert). Elle est également deux fois la partenaire de Lon Chaney, dans The Black Bird (L’Oiseau Noir) (1926) où elle est la chanteuse de cabaret Fifi, et dans Mr. Wu (1927) où son rôle de Nang Ping la place au cœur de la tragédie.
Elle joue une gitane dans Heaven on Earth (1927) avec Conrad Nagel, qu’elle retrouve dans The Michigan Kid, puis la fille d’un trappeur dans le Grand Nord Canadien dans Back to God’s Country (1927), et une patronne d’attraction foraine cherchant à moraliser son show dans The Spieler (1928). Dans A Certain Young Man (1928) elle joue avec Ramon Novarro qu’elle retrouvera notamment dans Forbidden Hours (1928) et The Pagan (1929) où elle est une prostituée au grand cœur. Elle est une señorita, fille d’un propriétaire californien ruiné par la ruée vers l’or dans "Tide of Empire" (Naissance d’un Empire) (1929). Et dans The Mating Call (L’Infidèle) (1928) elle est remarquable dans le rôle de l’immigrante, et fait sensation en se baignant brièvement nue.
Lors de l'avènement du cinéma parlant, sa voix porte suffisamment pour lui assurer de continuer à jouer, mais en 1930 on lui diagnostique une tuberculose. Elle joue cependant cette année-là des seconds rôles dans deux films parlants, Redemption avec John Gilbert où elle est à nouveau une gitane, et Call of the Flesh avec Ramon Novarro, où elle est une chanteuse de cabaret. Mais elle doit alors se retirer après avoir tourné dans 44 films. Soignée pendant deux ans dans un sanatorium, elle fait une rechute en 1933 et meurt à l’âge de 35 ans à Tujunga en Californie.
Elle est inhumée au Hollywood Forever Cemetery, à Hollywood.
Pour ses contributions à l'industrie du film, Renée Adorée a une étoile sur le Hollywood Walk of Fame, 1601 Vine Street.

## Filmographie

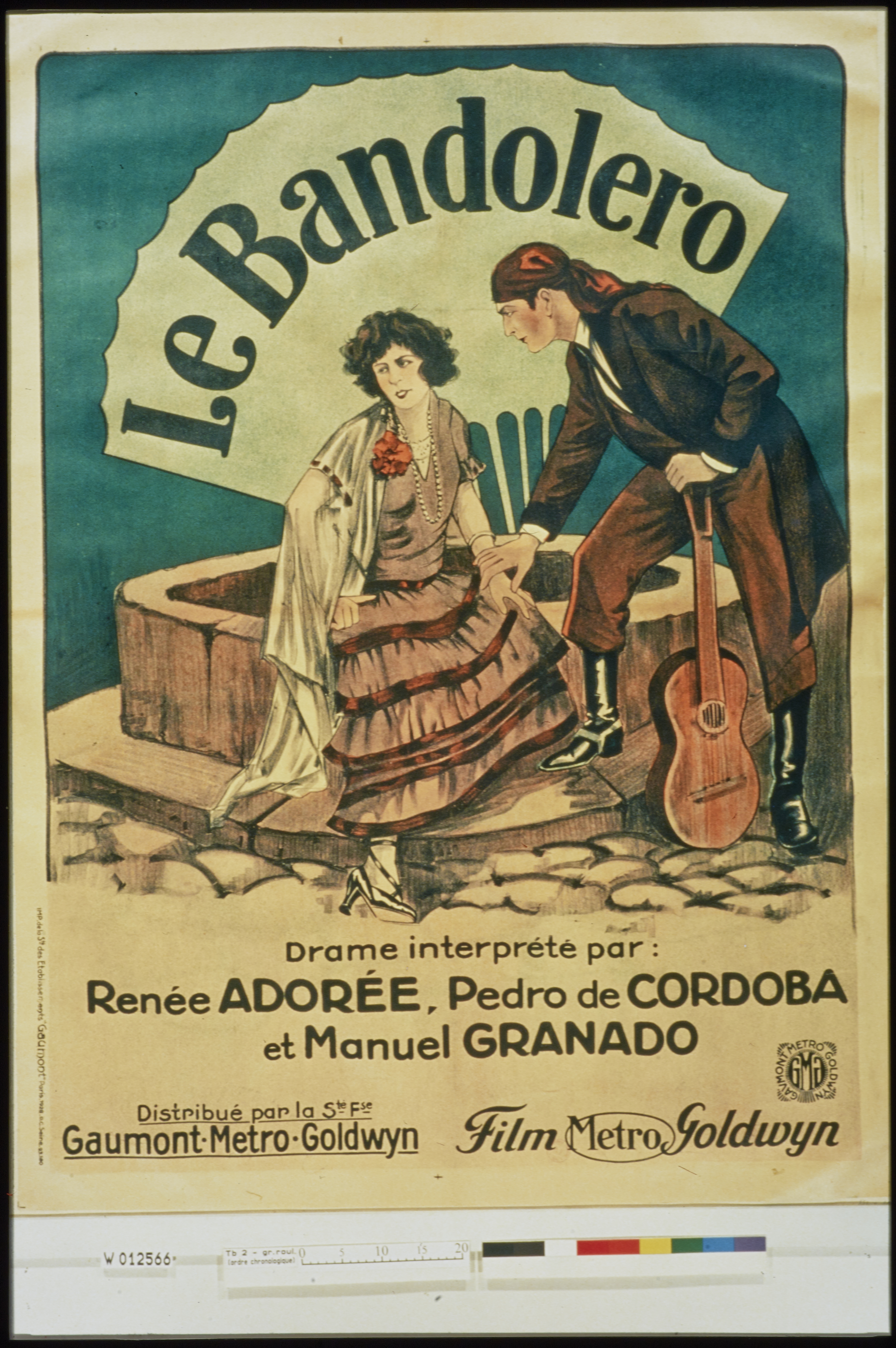
Affiche du Bandolero.

- 1920 : The Strongest de Raoul Walsh
- 1921 : Made In Heaven (en) de Victor Schertzinger
- 1922 : West of Chicago (en) de Scott R. Dunlap
- 1922 : Honor First de Jerome Storm
- 1922 : Monte Cristo d'Emmett J. Flynn
- 1922 : Grandeur et Décadence (Daydreams) de Buster Keaton et Edward F. Cline
- 1922 : Mixed Faces (en) de Rowland V. Lee
- 1923 : L'Éternel Combat (The Eternal Struggle) de Reginald Barker
- 1924 : The Bandolero (en) de Tom Terriss
- 1924 : A Man's Mate d'Edmund Mortimer
- 1924 : Women Who Give (en) de Reginald Barker
- 1925 : La Grande Parade (The Big Parade) de King Vidor
- 1925 : Exchange of Wives (en) de Hobart Henley
- 1925 : Le Train de 6 heures 39 (Excuse Me) d'Alfred J. Goulding
- 1925 : Man and Maid (en) de Victor Schertzinger
- 1925 : Nuits parisiennes (Parisian Nights) d'Alfred Santell
- 1926 : La Bohème de King Vidor : Musette
- 1926 : L'Oiseau noir (The Blackbird) de Tod Browning
- 1926 : Blarney (en) de Marcel De Sano
- 1926 : The Exquisite Sinner de Josef von Sternberg et Phil Rosen
- 1926 : The Flaming Forest de Reginald Barker
- 1926 : Les Dieux de bronze (Tin Gods) d'Allan Dwan
- 1927 : Sur la piste blanche (Back to God's Country) d'Irvin Willat
- 1927 : Monsieur Wu ((Mr. Wu) de William Nigh
- 1927 : La Morsure (The Show) de Tod Browning
- 1927 : Heaven on Earth (en) de Phil Rosen
- 1927 : On Ze Boulevard (en) de Harry F. Millarde
- 1928 : Les Cosaques (The Cossacks) de George William Hill
- 1928 : Un certain jeune homme (A Certain Young Man) de Hobart Henley
- 1928 : Forbidden Hours (en) de Harry Beaumont
- 1928 : L'Infidèle (The Mating Call) de James Cruze
- 1928 : Tragédie Foraine (The Spieler) de Tay Garnett
- 1928 : The Michigan Kid (en) d'Irvin Willat
- 1928 : Mirages (Show People), de King Vidor
- 1929 : La Naissance d'un empire (Tide of Empire), d'Allan Dwan
- 1929 : Chanson païenne (The Pagan) de W. S. Van Dyke
- 1930 : Call of the Flesh (en) de Charles Brabin
- 1930 : Redemption de Fred Niblo